# 大盛真歩
大盛 真歩（おおもり まほ、1999年〈平成11年〉12月5日 - ）は、日本のアイドルであり、女性アイドルグループAKB48のメンバーである。茨城県出身。株式会社DH所属。

## 略歴
2017年11月、『第3回AKB48グループドラフト会議』候補者オーディションに合格しドラフト候補生となる。2018年1月21日に開催されたドラフト会議において第5巡目でAKB48チームBから指名される。同年3月3日に幕張メッセにおいて開催された『AKB48「11月のアンクレット」劇場盤 発売記念大握手会』でお披露目され、チームBドラフト研究生となる。
2018年9月8日、高橋チームB「シアターの女神」初日公演にて劇場デビュー。同年12月8日、チームBへ昇格。
2019年6月30日、柏木由紀プロデュースによる「僕の夏が始まる」公演の初日公演に出演。
2020年1月13日、神田明神にてAKB48グループの新成人メンバーによる合同成人式および記念撮影会が開催され、NGT48の本間日陽と共にフォトセッションのセンター位置に抜擢された
。
さらに、同年3月18日に発売されたAKB48の57thシングル『失恋、ありがとう』に収録のカップリング曲『思い出マイフレンド』でもセンターを務めた。
2022年2月23日放送の『AKB48、最近聞いた?〜一緒になんかやってみませんか?〜』（テレビ東京）にて、同年5月18日に発売されるAKB48の59thシングル『元カレです』で、初めてシングル表題曲の選抜メンバーに選ばれた事が発表された。
2023年5月より初の冠番組『ひろゆき＆大盛真歩のまったり妄想不動産』が山梨放送で開始。
2024年12月5日に自身初となる写真集「ずっと、好きでいたい」がKADOKAWAより発売。

## 人物
- 愛称は、まほぴょん。
- 4人兄弟姉妹の長女で、弟と妹がいる。
- 長所は、心が強い。短所は、自分のいいところが分からないところ。
- 中学生時代はバスケットボール部に所属していた[11]。

### 趣味嗜好・特技
- 趣味は、アニメを観ること[12]。特に『SLAM DUNK』は心に刺さる存在で[12]、同作をはじめとしたジャンプ系を好むが、『五等分の花嫁』や『ゆるキャン△』などの作品も好きで幅広く観賞している[11]。また、『アイドリッシュセブン』が大好きで、メンバーやファンに勧めている[13]。
- 特技は、たくさん食べてたくさん寝ること。

### AKB48
- 母親は当初AKB48への加入に反対していたものの、加入後は真剣に取り組むという大盛の説得に押され、加入を認めたという。
- 元々握手会に通っていたほどのAKB48の大ファン。その中でも込山榛香は目標のメンバーであり、自身がAKB48に加入する前からの大ファン[12]。込山が出演していたドキュメンタリー番組「AKB48 裏ストーリー」（TBS）を観て、テレビで観るだけじゃなく握手会に行ってみたいと思うようになったという[14]。

## AKB48での参加曲

### シングル選抜楽曲
- 「NO WAY MAN」に収録
  - おはようから始まる世界 - 「U-19選抜2018」名義
- 「サステナブル」に収録
  - モニカ、夜明けだ - 「48グループNEXT12」名義
- 「失恋、ありがとう」に収録
  - 思い出マイフレンド - 「1st Campus」名義（センター）
  - 愛する人
- 「根も葉もRumor」に収録
  - 離れていても
  - 大騒ぎ天国 - 「Second Generation」名義
- 元カレです
  - ヤラカソウ - 「Team B」名義
- 久しぶりのリップグロス
- どうしても君が好きだ
- アイドルなんかじゃなかったら
- カラコンウインク
- 恋 詰んじゃった
  - ピンと来た - 「星屑テレパス選抜」名義
- まさかのConfession
  - 桜の花びらたち 2025
- 「Oh my pumpkin!」に収録
  - アイドルだよ、人生は…

### アルバム選抜楽曲
『なんてったってAKB48』に収録
- なんてったってアイドル - （小泉今日子のカバー）
- LOVEマシーン - （モーニング娘。のカバー）
- 君の名は希望 - （乃木坂46のカバー）

### 配信限定楽曲
- Oh my pumpkin!（AKB48 members ver.）

### 劇場公演ユニット曲
高橋朱里→岩立チームB「シアターの女神」公演
- 初恋よ こんにちは
- キャンディー（佐々木優佳里のユニットアンダー）
- ロッカールームボーイ（久保怜音のユニットアンダー）
- 夜風の仕業（福岡聖菜のユニットアンダー）

研究生「パジャマドライブ」公演
- 天使のしっぽ

「僕の夏が始まる」公演
- さっきまではアイスティー
- Oh !Baby !
- 最後にアイスミルクを飲んだのはいつだろう?

浅井チームB「アイドルの夜明け」公演
- 口移しのチョコレート
- 天国野郎

## 出演

### テレビ番組
- ひろゆき&大盛真歩のまったり妄想不動産（2023年5月7日 - 2024年7月28日、山梨放送）[15]

### テレビドラマ
- AKB48の歌 第5話 - 第6話「大声ダイヤモンド」（2022年6月18日 - 25日、ひかりTVチャンネル）- アヤナ 役[16]
- 星屑テレパス（2024年6月26日 - 8月28日、テレビ東京） - 宝木遥乃 役[17]
- マイ・ワンナイト・ルール 第3話（2025年1月22日、テレビ東京）[18]

### 映画
- 未成仏百物語〜AKB48 異界への灯火寺〜「見初められる」（2021年9月10日公開、キグー） - 語り[19][20]

### ラジオ
- 茨城県民・大盛真歩とデートしてみたら（2022年4月10日、茨城放送）[注 1]
- AKB48、最近ちちゅん? 新センター千葉のまことーそーけー なんくるないさ〜（2022年10月7日、RBCiラジオ）[21][22][注 2]
- Animume!（2023年12月7日 - 2024年2月29日、interfm）[23]

### ネット配信
- 岩立沙穂・大盛真歩の推し事が好き過ぎて…（2023年10月26日 - 、ニコニコチャンネル）[24]

### 舞台
- 舞台「いわかける！ -Sport Climbing Girls-」（2022年2月17日 - 20日、サンシャイン劇場） - 四葉幸与 役[25]

### 朗読劇
- うち劇 ルドベキアの女神たち〜禁じられた生徒会〜（2021年11月13日、ライブ配信上演） - 桐生真琴 / 堂本ちとせ 役[注 3][26][27]

### 広告・広報
- 茨城県鉾田市「鉾田の誇り 2021」 『メロンの常識に、カミナリ!!キャンプ ‐ CITY OF HOKOTA -』篇（2021年6月8日 - ）[28]
  - 新定番！キャンプにほこたのメロン 【カレー編】[29]・【焼きメロン編】[30]・【半カットメロンウイスキー編】[31]（2021年9月30日 - ）
- evelyn - カタログモデル
  - 2023 winter collection（2023年9月15日 - ）[32]
  - 2024 Spring Collection（2024年1月27日 - ）[33]
  - 2024 Summer Collection（2024年5月3日 - ）[34]
- michellMacaron Spring & Summer 2024（2024年5月 - ） - モデル[35][36]

### イベント
- B.LEAGUE 2022-23 SEASON B2リーグ戦 アースフレンズ東京Z VS 熊本ヴォルターズ戦（2023年3月18日、大田区総合体育館） - スペシャルゲスト[37]
- IDOL CONTENT EXPO @新春Premium Circuit LIVE!!!（2024年1月5日、Spotify O-EAST）[38]

## 書籍

### 写真集
- ずっと、好きでいたい（2024年12月5日、KADOKAWA）[10]

### 雑誌連載
- 月刊ENTAME（2022年4月28日 - 2024年1月30日、徳間書店） - 「AKB48の何でも！ランキング」を連載（千葉恵里との共同連載）[39]
- 島へ。（2022年11月16日 - 、海風舎） - 「AKB48 大盛真歩の島旅エッセイ」を連載[40][41]